# Segersta kyrka
Segersta kyrka en kyrkobyggnad som tillhör Hanebo-Segersta församling i Uppsala stift. Kyrkan ligger i samhället Segersta vid älven Ljusnans norra strand mellan Landaforsen och Ljusnans utflöde i Bergviken.

## Medeltidskyrkan
Första kyrkan i Segersta byggdes i början av 1200-talet och bestod då av rektangulärt långhus med lägre och smalare kor i öster. Sannolikt tillkom ett kyrktorn i väster. Senare byggdes kyrkan ut åt öster och då tillkom sakristia vid norra sidan och vapenhus vid södra sidan. Vid slutet av 1400-talet eller i början av 1500-talet försågs kyrkans innertak med tegelvalv, tre i långhuset, ett i sakristian och ett i vapenhuset. Långhusets valv försågs med kalkmålningar av mästaren Eghil som var verksam i Hälsingland i början av 1500-talet. 1694 vitlimmades kyrkan invändigt och kalkmålningarna doldes. Vid slutet av 1700-talet räckte inte kyrkan längre till och man började planera för en större kyrkobyggnad.

## Nuvarande kyrkobyggnad
Nuvarande kyrka i empirstil uppfördes 1811 efter ritningar av arkitekt Fredrik Blom. Inte förrän 2 augusti 1818 invigdes kyrkan trots att den var färdigbyggd 1811.
Kyrkan består av ett rektangulärt långhus med ett rakt avslutat kor i öster. Norr om koret finns en sakristia. Vid västra sidan finns kyrktornet med huvudingång och vapenhus. Ännu en ingång finns vid södra långsidan och ovanför denna finns en koppartavla med årtalet 1807 och Gustav IV Adolfs namnchiffer. Tornet kröns av en vitmålad lanternin med ett urverk. Lanterninens tornur har tillkommit år 1850. Väggarna är av gråsten och har fönster- och dörromfattningar av tegel. Långhuset täcks av ett sadeltak som är valmat vid östra sidan ovanför koret.
Kyrkorummet har ett golv av lackat trä som är ett trappsteg högre i koret. Innertaket täcks av ett tunnvalv och saknar bärande pelare. En läktare är byggd år 1839. Ovanför det murade altaret finns en kalkmålning som är utförd 1850 av Fredrik Blombergsson.

## Inventarier
- I kyrkan finns två oljemålningar. Ena målningen är gjord av Cenovia Dalei, född 1650, och föreställer den törnekrönte Kristus. Andra målningen från 1700-talet har motivet Kristi Himmelsfärd.
- En ljusstake av järn är från medeltiden.
- Två brudkronor är från 1700-talet.
- Orgeln med tio stämmor är byggd 1840 - 1841 av Lars Nordqvist i Alfta. En kororgel är införskaffad år 1992.
- Vid korets norra vägg finns predikstolen från 1851 som är byggd och målad av Fredrik Blombergsson och som ersätter en tidigare predikstol från år 1643. Korgen och ljudtaket är cylinderformade. Predikstolens alla delar är målade i grått och har förgyllda lister och dekorationer. På predikstolens korg står ett timglas från år 1715.
- I tornet hänger två klockor. Storklockan är från 1778 och lillklockan från 1650 och omgjuten 1821.

### Orgel
- Den nuvarande orgeln byggdes 1841 av Lars Niclas Nordqvist, Alfta. Orgeln är mekanisk med slejflådor. 1911 renoverades och ombyggdes orgeln av Per Johan Johansson, Ore. Orgeln fick då ett fristående spelbord. 1963 renoverades och tillbyggdes orgeln av Einar Berg, Stockholm. Det fristående spelbordet togs då bort.

| Manual          | Pedal         | Koppel  |
| Fugara 8'       | Subbas 16'    | Man/Ped |
| Gedackt 8'      | Gedacktbas 8' | Man 4'  |
| Principal 4'    | Octava 4'     |         |
| Gedacktflöjt 4' | Träflöjt 2'   |         |
| Quinta 3'       |               |         |
| Oktava 2'       |               |         |
| Blockflöjt 2'   |               |         |
| Trumpet 8' B/D  |               |         |

## Bildgalleri

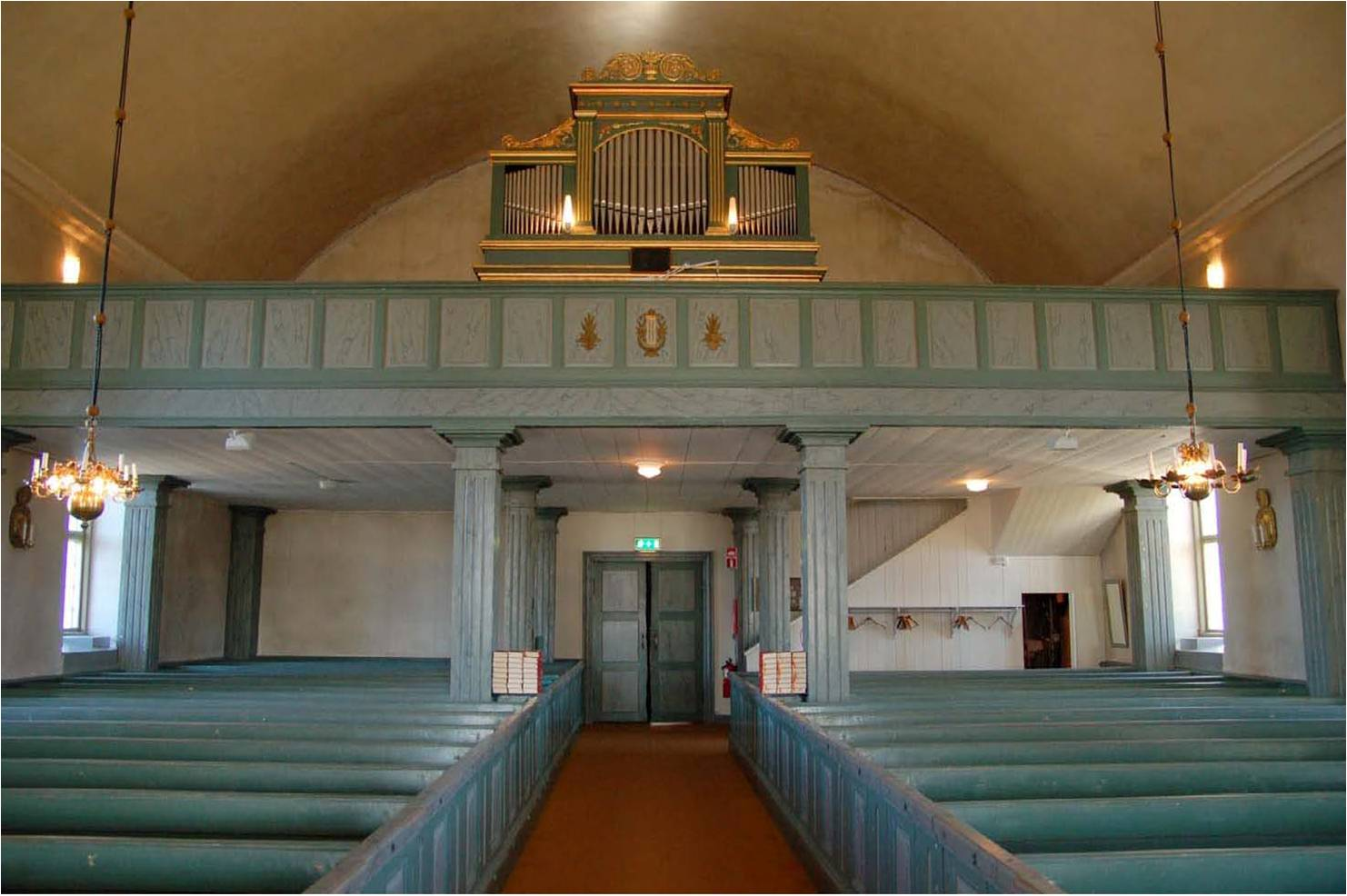
Kyrkorum mot väster
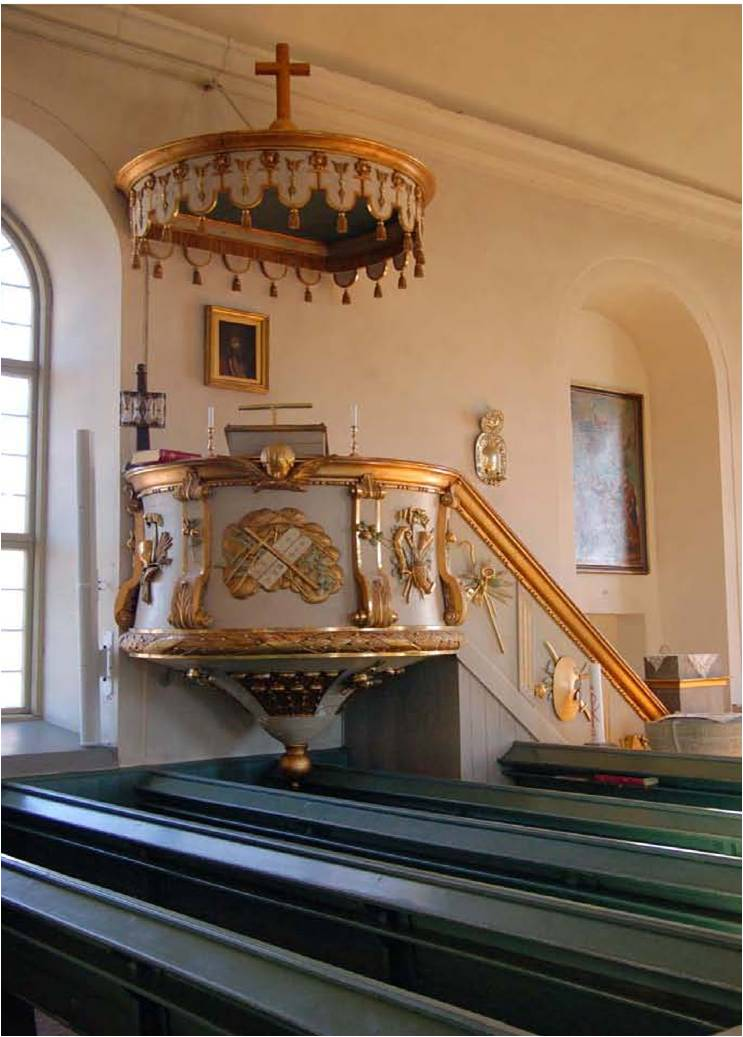
Predikstol
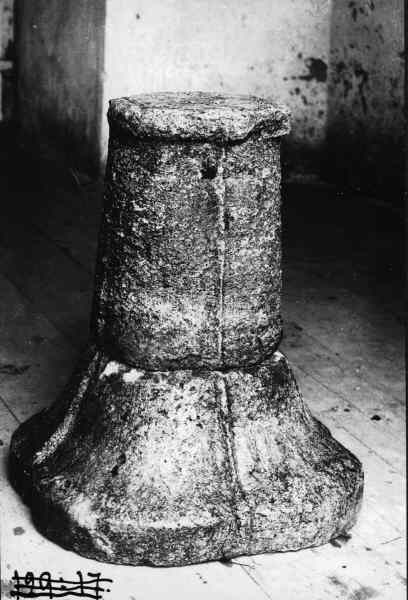
Fot till dopfunt
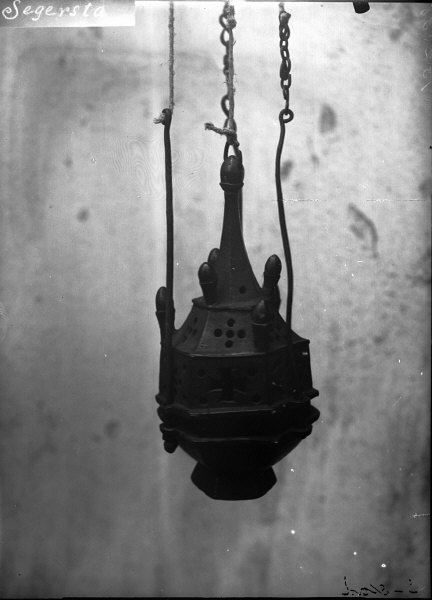
Medeltida rökelsekar
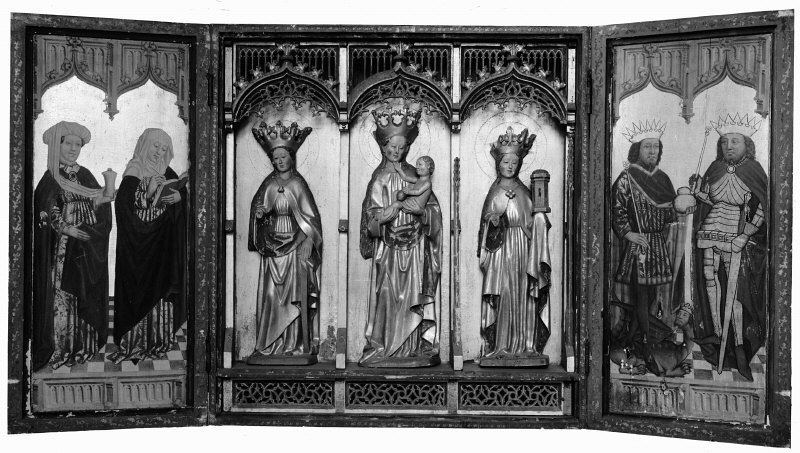
Altarskåp
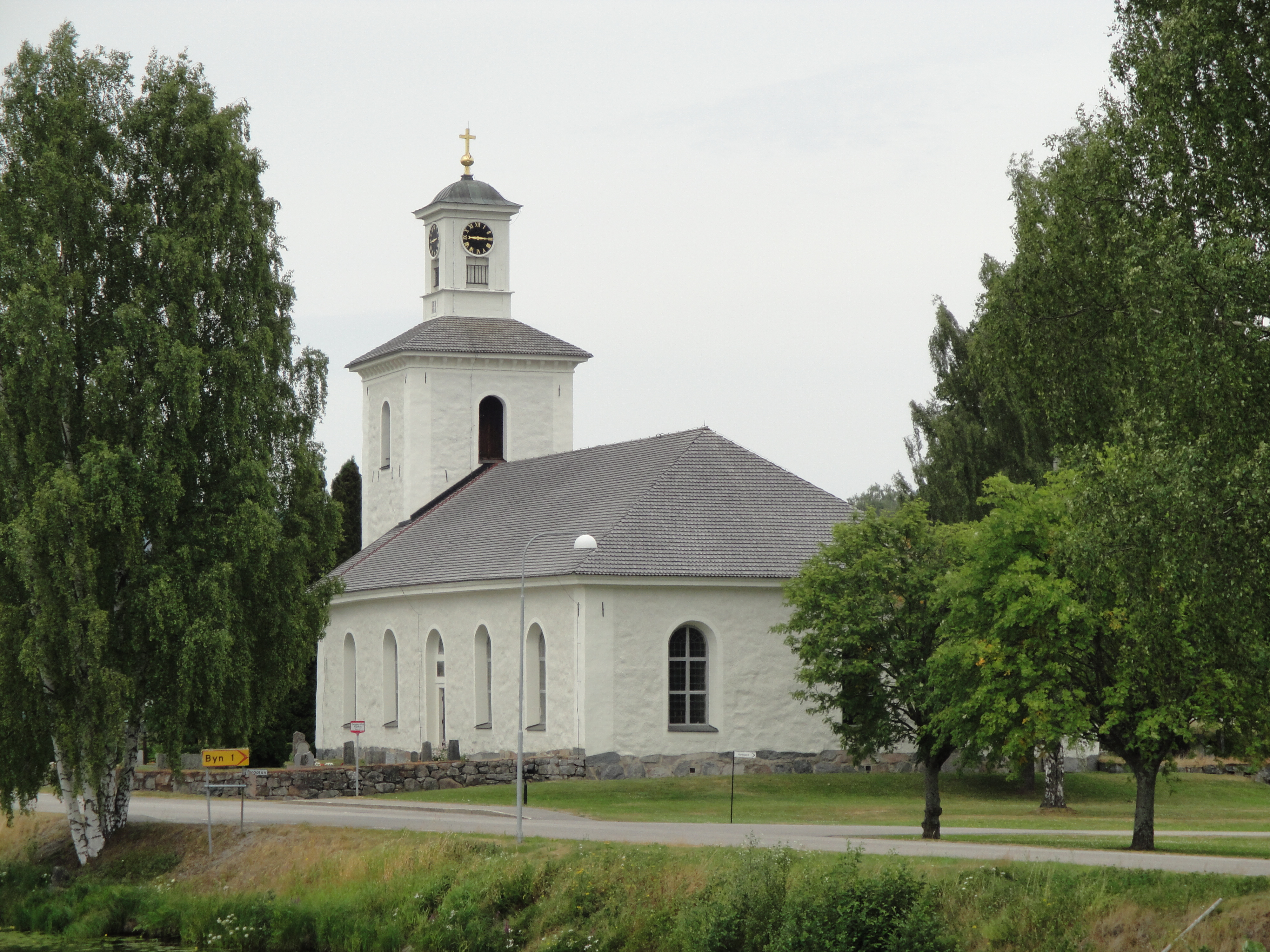
Vy mot koret
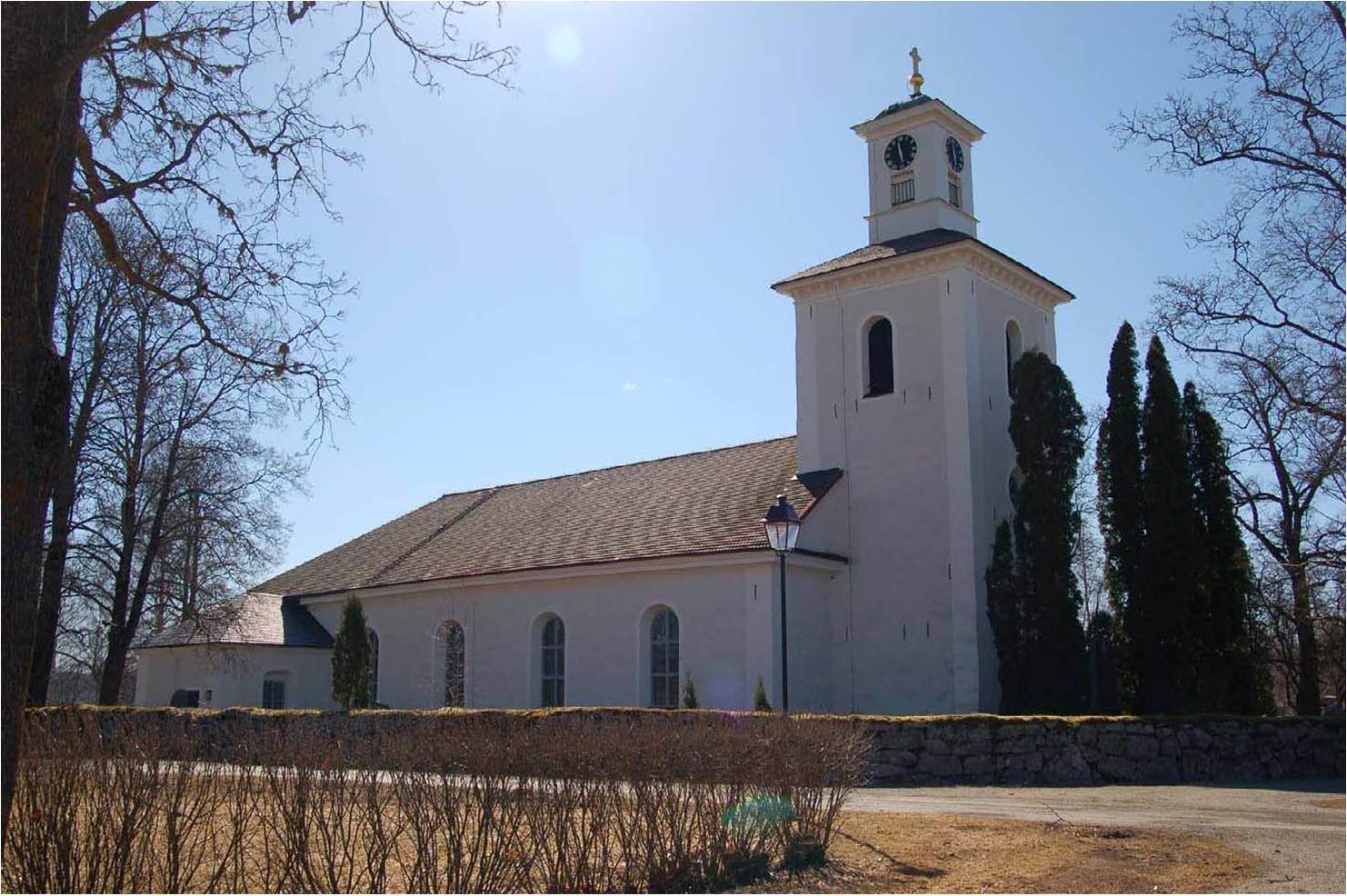
Vy från nordost

### Webbkällor
- Församlingen informerar om kyrkan
- Segersta hembygdsförening
- byggnadspresentation